# تمشک سه‌رنگ
تمشک سه‌رنگ (نام علمی: Rubus tricolor) نام یک گونه از سرده تمشک است.